# Brđani (gmina Gornji Milanovac)
Brđani (cyr. Брђани) – wieś w Serbii, w okręgu morawickim, w gminie Gornji Milanovac. W 2011 roku liczyła 1041 mieszkańców.